# Célia Lawson
Celia Lawson (født d. 9. juni 1974) er en portugisisk sangerinde, bedst kendt som Portugals repræsentant ved Eurovision Song Contest 1997. Her stillede hun op med sangen Antes Do Adeus, som til trods for at 24 lande kunne stemme på hende, endte med 0 point.